# Allophroides rufifemur
Allophroides rufifemur är en stekelart som beskrevs av Horstmann 1971. Allophroides rufifemur ingår i släktet Allophroides och familjen brokparasitsteklar. Inga underarter finns listade i Catalogue of Life.